# Tarsosteninae
Tarsosteninae es una subfamilia de coleópteros polífagos de la familia Cleridae.

## Géneros
- Paratillus Gorham, 1876
- Tarsostenodes Blackburn, 1900
- Tarsostenus Spinola, 1844